# Közteherviselés
A közteherviselés elve – nagyon leegyszerűsítve – azt fejezi ki, hogy mindenki fizet adót.
Lényege az, hogy az adórendszerrel szembeni egyik igazságossági-méltányossági szempont (a haszonelvűség mellett) a közteherviselő képesség (vagy egyenlő haszonáldozat) elve.
A haszonelvűség szerint egy adórendszer akkor méltányos, ha az adóterheket az adófizetők olyan arányban viselik, ahogyan a közkiadásokból részesednek.
A közteherviselő képesség elve szerint mindenkinek teherviselő képessége arányában kell kivennie részét a közkiadások finanszírozásából, illetve mindenkire akkora adóterhet kell hárítani, amekkora a többiekkel azonos hasznosságról való lemondást eredményez.

## Története Magyarországon

### A közteherviselés elvének kimondása
Az 1848. évi VIII. tc. kimondta, hogy az állam terheit a lakosok közösen viselik. Vagyis megszűnt a nemesség adómentessége, és ezzel egyrészt jelentős új bevételi forrásra tett szert az állam. Másrészt a nemesi kiváltságok egyik sarkalatos pontját sikerült ezzel érvényen kívül helyezni, elősegítve a társadalmi különbségek csökkenését. A közteherviselésen alapuló új adó kivetését 1848 novemberére irányozza elő a cikkely. 
Az 1848. évi törvényhozás a közteherviselés kimondásán túl megszüntette az úrbért, a dézsmát, a robotot, a papi tizedet és úri széket, az úrbéri szolgáltatásokat státus-adóssággá» változtatta át és végleg megszüntette  a jobbágyság intézményét.

### Az 1949. évi Alkotmányban
Az 1949. évi XX. törvény nem említette a közteherviselés kérdését. Az új Magyar Köztársaság kikiáltásának napjától, 1989. október 23-ától megjelent a törvényben (70/I. §) a közteherviselés kötelezettsége is:
"A Magyar Köztársaság minden állampolgára köteles jövedelmi és vagyoni viszonyainak megfelelően a közterhekhez hozzájárulni."

### A 2011. évi Alaptörvényben
A 2011. évi Alaptörvény több rendelkezése is érinti a közteherviselést, így pl. Mindenki felelős önmagáért, képességei és lehetőségei szerint köteles az állami és közösségi feladatok ellátásához hozzájárulni. Teherbíró képességének, illetve a gazdaságban való részvételének megfelelően mindenki hozzájárul a közös szükségletek fedezéséhez. A közös szükségletek fedezéséhez való hozzájárulás mértékét a gyermeket nevelők esetében a gyermeknevelés kiadásainak figyelembevételével kell megállapítani.